# 陳立國 (記者)
陳立國（8月6日—），臺灣新聞界人物，畢業於國立臺灣大學國際企業學系與新聞研究所碩士，曾任台灣電視台「午安您好－台視新聞」主播，年代新聞台駐北京資深記者。

## 經歷
- 2007-2009年代新聞駐北京資深記者
- 2004-2007台視政治組記者(主跑總統府)
- 2004  台視政治組記者(主跑外交兩岸軍事)
- 2003  台視SARS小組記者
- 2003  台視社會組記者(主跑台北縣)
- 2001-2003 台視南部中心專題記者